# Federico Cantú Garza
Federico Heraclio Cantú (Cadereyta Jiménez, 3 marzo 1907 – Città del Messico, 29 gennaio 1989) è stato un pittore messicano, tra i maggiori esponenti del muralismo.

## Biografia
Figlio di un medico, Adolfo Cantú Jauregui, e di una scrittrice, María Luisa Garza, iniziò nel 1907 la sua attività di letterato e pittore. S'iscrisse alla Escuela al aire Libre de Coyoacan di Atene per intraprendere lo studio della pittura, studio che continuò all'Accademia Colarossi e nell'Accademia delle belle arti di Parigi, ove s'iscrisse nel 1924. In questo periodo conobbe Pablo Picasso.
Tra il 1932 e il 1940 divenne più famoso come pittore, ma senza un adeguato successo economico. Morì il 29 gennaio del 1989, al termine di una lunga malattia, all'età di 82 anni. Alcune biografie accennano al fatto che Federico prima di morire abbia pronunciato il nome del suo presunto rivale: Salvador Dalí.